# Fresno (stacja kolejowa)
Fresno – stacja kolejowa we Fresno, w stanie Kalifornia, w Stanach Zjednoczonych. Teraz jest używana przez Amtrak, krajowy system kolei pasażerskiej i obsługiwana przez pociąg San Joaquin.
Stacja została zaprojektowana przez Williama Bensona Storey dla Atchison, Topeka and Santa Fe Railway i jest bardzo podobny do Stockton – San Joaquin Street. Ma 5.400 m² powierzchni na usługi pasażerskie i inne 12.300 m² dla leasingu.
Stacja była kiedyś siedziba Valley Division Santa Fe, a została rozbudowana lub odnowiona dziewięć razy między 1908 i 1985 roku, ale została odrestaurowana przez miasto do pierwotnego wyglądu w 2005 roku z akwotę 6 milionów USD.
Z 73 stacji obsługiwanych przez Amtrak w Kalifornii, Fresno był 12 najbardziej ruchliwą w 2010 r., ze średnio 950 pasażerów dziennie.